# 東芝燃料電池システム
東芝燃料電池システム株式会社（とうしばねんりょうでんちシステム）は、かつて存在した神奈川県横浜市磯子区に本社を置く東芝グループの燃料電池メーカー。一般財団法人新エネルギー財団を経由して一般家庭用燃料電池を出荷しているほか、産業用燃料電池も手がけていた。
2019年４月、東芝エネルギーシステムズ株式会社に吸収される形で合併された。

## 略歴
東芝グループによる燃料電池事業の略歴。
- 1978年 - りん酸形燃料電池の開発を始める[3]。
- 1982年 - 50kWりん酸形燃料電池実験プラントを川崎市の浜川崎工場に建設。加圧形としては日本国内で初めて発電に成功[3]。
- 1985年 - 米国UTC社[4]と共同で、IFC社[5]（現在のUTCFC[6]）を米国コネチカット州に設立。当時、世界最大であった11MW級プラントの開発を始める[3]。
- 1991年 - 東京電力の五井火力発電所に11MWの実験プラントを建設する[3]。
- 1995年 -  商用型200kW燃料電池（PC25C型）を出荷[3]。
- 1999年 - 燃料電池形自動販売機を試作[3]。電源供給の困難な場所でも自動販売機の設置を可能にできる。
- 2000年 - 1kW級家庭用燃料電池の実験納入を始める[3]。
- 2001年 - IFC社との合併会社、東芝インターナショナルフュエルセルズ社を東京都港区に設立[3][7]。
- 2004年 - 東芝の100%出資とし、東芝燃料電池システム株式会社へ改称[3]。
- 2005年 - 1kW級家庭用燃料電池の大規模実証研究事業へ参画[3]。
- 2014年 - 本社を現在地に移転[3]。
- 2019年 - 東芝燃料電池システムと東芝エネルギーシステムズが合併し、社名を「東芝エネルギーシステムズ」に変更。